# Заміжжя Марії Браун
«Заміжжя Марії Браун» (нім. Die Ehe der Maria Braun) — історичний фільм німецького режисера Райнера Вернера Фасбіндера, який приніс йому запізнілий міжнародний успіх. Перша частина трилогії фільмів про німок, що змальовує картину відновлення Західної Німеччини після Другої світової війни. У головній ролі — Ганна Шигулла.

## Сюжет
Червона армія підступає до Берліну. В загс, де відбувається реєстрація шлюбу Германа Брауна та Марії, влучає бомба. Після першої шлюбної ночі Брауна відправляють на фронт. Після закінчення війни Марія не раз приходить на вокзал в очікуванні чоловіка. Довгий час про нього не надходить жодних звісток.
Коли нарешті Марію повідомляють, що вона стала вдовою, жінка влаштовується на роботу в бар для американських солдатів. Щоб утримувати матір, вона заводить коханця — одного з окупантів, малопривабливого афроамериканця на ім'я Білл. Коли вони займаються сексом, несподівано повертається Герман. Починається бійка, в якій Марія вбиває Білла. Герман бере провину на себе і вирушає за ґрати.
Як і раніше сподіваючись возз'єднатися з чоловіком, Марія Браун влаштовується у великий концерн, розташований в іншому місті. Вона стає незамінною для його власника Карла Освальда, причому не тільки на роботі, але і в ліжку. Промисловець без тями від Марії, він пропонує їй руку і серце; водночас всім відомо, що через хворобу жити йому залишилося всього кілька років.
Довідавшись про чоловіка коханої, фабрикант потай від неї відвідує Германа у в'язниці та домовляється про те, що після звільнення той виїде з країни за океан. В обмін на кілька років щастя з Марією він обіцяє залишити свій стан обом Браунам. Головна героїня дізнається про змову чоловіків тільки після смерті Освальда, коли адвокат зачитує його заповіт. Той стримав свою обіцянку, подружжя Браунів відтепер багате. Настає 1954 рік.
Коли Марія Браун нарешті усамітнюється у себе в будинку з Германом, що повернувся до неї, особняк вибухає через витік газу. Сцена супроводжується захопленими криками телекоментатора трансляції фіналу чемпіонату світу з футболу: «І ось час настав! Німеччина — чемпіон світу!».

## У ролях
- Ханна Шігулла — Марія Браун
- Клаус Левич — Герман Браун
- Іван Десни — Карл Освальд[2]
- Гізела Улен — мати
- Елізабет Триссенар — Бетті Кленце
- Готфрід Йон — Віллі Кленце
- Харк Бом — Зенкенберг
- Джордж Іглс — Білл
- Клаус Хольм — доктор
- Гюнтер Лампрехт — Ханс Ветцель
- Антон Ширзнер — дідусь Бергер
- Лило Пемпайт — фрау Емкі
- Соня Нойдорфер — сестра милосердя
- Фолькер Шпенглер — кондуктор в поїзді
- Ізольда Барт — Веви
- Райнер Вернер Фасбіндер — роздрібний торговець

## Знімальна група і виробники
- Виробництво «Albatros Filmproduktion», «Fengler Films», «Tango Film», «Trio Film», «Westdeutscher Rundfunk» (WDR).
- Режисер: Райнер Вернер Фасбіндер
- Сценарій: Пітер Мертесхаймер (Peter Märthesheimer), Райнер Вернер Фасбіндер, Піа Фреліх (Pea Fröhlich), Курт Рааб (не вказаний в титрах)
- Продюсер: Вольф-Дітріх Брюкер (Wolf-Dietrich Brücker), Фолькер Канаріс (Volker Canaris), Міхаель Фенглер (Michael Fengler)
- Співпродюсер: Ганс Екелькамп (Hanns Eckelkamp)
- Оператор: Міхаель Бальхаус (Michael Ballhaus)
- Художники: Хельга Бальхаус (Helga Ballhaus), Клаус Хольманн (Claus Hollmann), Норберт Шерер (Norbert Scherer)
- Композитор: Пеер Рабен (Peer Raben)
- Монтаж: Франц Вальш (Franz Walsch, псевдонім Фассбіндера), Юліана Лоренц (Juliane Lorenz)
- Костюми: Барбара Баум (Barbara Baum)
- Грим: Анні Небауер (Anni Nöbauer)

## Виробництво
Ідея фільму прийшла з нереалізованого телепроєкту «Шлюби наших батьків», який Фасбіндер готував разом з Олександром Клюге. Майже весь фільм був знятий в місті Кобург; для знімання першої та кінцевої сцен вся група переїхала в Берлін. Під час знімання Фасбіндер часто приймав кокаїн і конфліктував з продюсером Міхаелем Фенглером. За попередньою домовленістю режисер повинен був отримати 50 % доходів від фільму, проте Фенглер перепродав права на дистрибуцію таким чином, що частка Фассбіндера впала до 15 %.
Тривалі творчі стосунки між продюсером і режисером були розірвані, фінансові розбіжності виплеснулися в затяжний судовий процес.
У фільмі скрупульозно відтворені декорації й костюми післявоєнній Німеччині, а вивірене освітлення і побудовані мізансцени наводять на думку про театральну постановку. Звучить музика післявоєнного часу, включаючи дві найвідоміші композиції Глена Міллера — «В настрої» (англ. In the Mood) і «Серенада місячного світла» (англ. Moonlight Serenade). Вихідна сценічність розповіді про Марію Браун дозволила перенести його на театральні підмостки.

## Прем'єра та прокат
Прем'єра фільму відбулася 20 лютого 1979 року на Берлінському кінофестивалі, а 23 березня фільм вийшов в широкий прокат у ФРН. Щоб зацікавити фільмом якомога більше народу, напередодні прем'єри Герхард Цверенц помістив в журналі «Штерн» повість, засновану на сюжеті стрічки.
Журі Берлінале присудило Ганні Шигуллі «Срібний ведмідь» за найкращу жіночу роль. У цілому фільм був відзначений 12 кінонагород, США висувався на здобуття «Золотого глобуса». «Заміжжя Марії Браун» стало хітом у багатьох країнах і навіть було дозволено до прокату в НДР, чого раніше з фільмами Фасбіндера не траплялося.

## Критика
Новий фільм Вернера Фассбіндера був сприйнятий кінокритиками 1970-х як його найдоступніший, найменш авангардний проєкт. Поєднання ліричності з епічним розмахом у фільмі «Заміжжя Марії Браун» вразило Франсуа Трюффо, який заявив на сторінках «Кінозаписника», що Фасбіндер нарешті «вирвався з вежі зі слонової кістки любителів кіно». Американський журнал New Yorker охрестив Марію Браун «неймовірною сумішшю Марлен Дітріх з Джин Гарлоу».
У зарубіжних відгуках про фільм переважало алегоричне прочитання: рецензентами вбачалося, що доля Марії Браун повторює долю самої Німеччини, яка повстала з попелу війни і національного приниження як ефективна, але бездушна підприємиця. Феміністки із задоволенням відзначали, що Марія Браун відкидає аксіоми, на яких базується класична голлівудська «жіноча мелодрама» на кшталт «Мілдред Пірс».

## Фінальна сцена
Фасбіндер любив дражнити уяву глядацького залу недомовленістю. «Прикінцевий вибух продовжує відгукуватись у свідомості довго після закінчення фільму», — констатує кінодовідник Time Out. Питання про те, чи є вибух газу випадковістю, обмовкою за Фрейдом або навмисним вчинком головної героїні, залишений цілком на розсуд глядача. У цій довгій сцені Марія поводить себе настільки невимушено, що її важко запідозрити в намірі скоїти самогубство.
Якщо Марія навмисно залишила газ незакритим, то її вчинок допускає різноманітну мотивацію. Можливо, Марію вразило усвідомлення змови чоловіків за її спиною: відкладене щастя, натякає режисер, це вже не щастя. Можливо також, що сильна, чиста любов до чоловіка, яка змушувала її добиватися успіху в житті, вимагала того, щоб об'єкт цього почуття знаходився на відстані. Кінознавці так і не прийшли до єдиної думки щодо цього.